# لفافة الساق العميقة
تُشكل لفافة الساق العميقة (بالإنجليزية: Deep fascia of leg)‏ أو اللفافة الساقيّة (باللاتينية: crural fascia) غلافًا كاملًا للعضلات، وتندمج مع السمحاق العظمي على السطوح العظمية تحت الجلد.
تتواصل اللفافة العميقة للساق في الأعلى مع اللفافة العريضة (اللفافة الفخذية العريضة)، وترتبط في الناحية حول الركبة مع كل من الرضفة، والرباط الرضفي، والأحدوبة الظنبوبية، واللقمة الظنبوبية، ورأس الشظية.
في الخلف، تُشكل اللفافة المأبضية التي تغطي الحفرة المأبضية، وتُقوّى هنا بألياف مستعرضة، ويخترقها الوريد الصافن الصغير.
تتلقى اللفافة جانبيًا (من الجانب الوحشي) توسعًا من وتر العضلة الفخذية ذات الرأسين، وإنسيًا من أوتار العضلة الخياطية والرشيقة ونصف الوترية ونصف الغشائية. في الأمام، تندمج مع السمحاق المُغطّي لسطح الظنبوب تحت الجلد، وأيضًا مع السمحاق المغطي لرأس الشظية وكعبها. تتواصل في الأسفل مع الأربطة الساقية المستعرضة والأربطة المسننة.
لفافة الساق سميكة وكثيفة في الجزء العلوي والأمامي من الساق، وتُعطي -من خلال سطحها العميق- ارتباطات إلى كل من العضلة الظنبوبية الأمامية، والعضلة الطويلة الباسطة لأصابع القدم. لكنها ترق في الخلف، حيث تغطي عضلة الساق والعضلة النعلية.
يصدر من سطحها العميق -على الجانب الوحشي من الساق- اثنان من الحواجز بين العضلية القوية، الحاجز الشظوي الأمامي والحاجز الشظوي الخلفي، اللذان يحيطان بالعضلتين الشظويتين الطويلة والقصيرة ويفصلانهما عن عضلات الناحية الساقيّة الأمامية والناحية الساقيّة الخلفية.
يدخل الحاجز المستعرض (ويُسمى أيضًا اللفافة المستعرضة العميقة للساق) بين العضلات الساقيّة الخلفية السطحية والعميقة.